# Osielec
Osielec is een dorp in de Poolse woiwodschap Klein-Polen. De plaats maakt deel uit van de gemeente Jordanów en telt 3000 inwoners.

## Verkeer en vervoer
- Station Osielec